# 小寺麻美
小寺 麻美（こでら あさみ、1978年7月28日 - ）は、日本の女性総合格闘家。栃木県出身。PUREBRED川口REDIPS所属。

## 来歴
2000年、和術慧舟會東京本部に入門。
2002年11月9日、プロ総合格闘技デビューとなったスマックガールでナナチャンチンと対戦し、腕ひしぎ十字固めで一本勝ちを収めた。
2004年5月16日、SMACKGIRL F行なわれたグラップリングルールのSGG 1Dayトーナメント2004 ライト級（-52kg）に出場。1回戦で茂木康子と対戦し、腕ひしぎ十字固めで一本負けを喫した。
2006年3月、PUREBRED川口REDIPSのオープンに伴い、移籍した。
2007年3月11日、SMACKGIRL GRAPPLING PRINCESS LEAGUE 02のグラップリングルールのライト級トーナメントに出場。1回戦で長野美香に一本勝ちするも、決勝で牛塚愛子に一本負けし準優勝となった。
2007年5月19日、SMACKGIRL GRAPPLING PRINCESS LEAGUE 03のグラップリングルールのライト級トーナメントに出場。1回戦でMIYOKO、決勝で船越あゆみにそれぞれ一本勝ちを収め優勝を果たした。
2007年11月25日、5年ぶりの総合格闘技ルールでの試合となった格闘王国 LIVE 2007で溝口麻美子と対戦し、腕ひしぎ十字固めで一本勝ちを収めた。
2008年2月14日、SMACKGIRL WORLD ReMix TOURNAMENT 2008で吉田正子に判定負け。
2008年7月5日、DEEP X 03で浜崎朱加とグラップリングルールで対戦し、腕ひしぎ十字固めで一本負けを喫した。
2009年7月11日、JEWELS初参戦となったJEWELS 4th RINGで関友紀子と対戦し、腕ひしぎ十字固めで一本勝ちを収めた。
2009年9月13日、JEWELS 5th RINGで開幕したROUGH STONE GP 2009 -48kg級に出場。1回戦で深岬パトラと対戦し、腕ひしぎ三角固めで一本勝ち。12月11日、JEWELS 6th RINGの決勝で石川菊代と対戦し、3-0の判定勝ちを収め優勝を果たした。
2010年10月10日、JEWELS 10th RINGのJEWELSグラップリングルール -52kg 1Dayトーナメントに出場。準決勝でアミバと対戦し、腕ひしぎ十字固めで一本負けを喫した。

## 戦績

### 総合格闘技
| 総合格闘技 戦績 | 総合格闘技 戦績 | 総合格闘技 戦績 | 総合格闘技 戦績 | 総合格闘技 戦績 | 総合格闘技 戦績 | 総合格闘技 戦績 |
| --------------- | --------------- | --------------- | --------------- | --------------- | --------------- | --------------- |
| 7 試合          | (T)KO           | 一本            | 判定            | その他          | 引き分け        | 無効試合        |
| 5 勝            | 0               | 4               | 1               | 0               | 0               | 0               |
| 2 敗            | 0               | 0               | 2               | 0               | 0               | 0               |

| 勝敗 | 対戦相手       | 試合結果                 | 大会名                                                | 開催年月日     |
| ○    | 石川菊代       | 5分2R終了 判定3-0        | JEWELS 6th RING 【ROUGH STONE GP 2009 -48kg級 決勝】  | 2009年12月11日 |
| ○    | 深岬パトラ     | 2R 1:56 腕ひしぎ三角固め | JEWELS 5th RING 【ROUGH STONE GP 2009 -48kg級 1回戦】 | 2009年9月13日  |
| ○    | 関友紀子       | 1R 4:47 腕ひしぎ十字固め | JEWELS 4th RING                                       | 2009年7月11日  |
| ×    | 長野美香       | 5分2R終了 判定1-2        | SMACKGIRL WORLD ReMix TOURNAMENT 2008 準決勝          | 2008年4月25日  |
| ×    | 吉田正子       | 5分2R終了 判定0-3        | SMACKGIRL WORLD ReMix TOURNAMENT 2008 開幕戦          | 2008年2月14日  |
| ○    | 溝口麻美子     | 2R 1:49 腕ひしぎ十字固め | 格闘王国 LIVE 2007                                    | 2007年11月25日 |
| ○    | ナナチャンチン | 1R 2:08 腕ひしぎ十字固め | SMACKGIRL "JAPAN CUP 2002 エピソードII"               | 2002年11月9日  |

### グラップリング
| 勝敗 | 対戦相手   | 試合結果                       | 大会名 | 開催年月日     |
| ×    | アミバ     | 2R 2:22 腕ひしぎ十字固め       | JEWELS 10th RING 【JEWELSグラップリングルール -52kg 1Dayトーナメント 準決勝】                                                               | 2010年10月10日 |
| ○    | SACHI      | 2R 2:33 腕ひしぎ十字固め       | 格闘王国ミニLIVE in サマフェス!! '08 | 2008年8月6日   |
| ×    | 浜崎朱加   | 3:39 腕ひしぎ十字固め          | DEEP X 03 【フューチャーファイト】 | 2008年7月5日   |
| ○    | 市川奈々   | 1:36 アームロック              | NO-GI撫子06 ADCC JAPAN 女子新人戦/GFC-09/SG-F20【SGS-Fルール】                                                                              | 2007年11月4日  |
| ○    | 亀田聡子   | 1:57 腕ひしぎ十字固め          | NO-GI撫子06 ADCC JAPAN 女子新人戦/GFC-09/SG-F20【SGS-Fルール】                                                                              | 2007年11月4日  |
| ×    | 村浪真穂   | ポイント0-0、アドバンテージ0-1 | SMACKGIRL GRAPPRING QUEEN TOURNAMENT 2007 【フライ級 3位決定戦】                                                                            | 2007年9月24日  |
| ×    | 玉田育子   | 2:36 ハンドチョーク            | SMACKGIRL GRAPPRING QUEEN TOURNAMENT 2007 【フライ級 準決勝】                                                                               | 2007年9月24日  |
| ○    | 関友紀子   | 判定4-2                        | SMACKGIRL GRAPPRING QUEEN TOURNAMENT 2007 【フライ級 1回戦】                                                                                | 2007年9月24日  |
| ○    | 船越あゆみ | 1R 1:07 アームロック           | SMACKGIRL-F 2007 ～The Next Cinderella Tournament 2007 2nd Stage～ 【SMACKGIRL GRAPPLING PRINCESS LEAGUE 03 ライト級4人トーナメント 決勝】  | 2007年5月19日  |
| ○    | MIYOKO     | 2R 0:48 腕ひしぎ十字固め       | SMACKGIRL-F 2007 ～The Next Cinderella Tournament 2007 2nd Stage～ 【SMACKGIRL GRAPPLING PRINCESS LEAGUE 03 ライト級4人トーナメント 1回戦】 | 2007年5月19日  |
| ×    | 牛塚愛子   | 1R 3:08 腕ひしぎ十字固め       | SMACKGIRL-F 2007 ～The Next Cinderella Tournament 2007 開幕戦～ 【SMACKGIRL GRAPPLING PRINCESS LEAGUE 02 ライト級4人トーナメント 決勝】     | 2007年3月11日  |
| ○    | 長野美香   | 1R 1:35 腕ひしぎ十字固め       | SMACKGIRL-F 2007 ～The Next Cinderella Tournament 2007 開幕戦～ 【SMACKGIRL GRAPPLING PRINCESS LEAGUE 02 ライト級4人トーナメント 1回戦】    | 2007年3月11日  |
| ○    | 船越あゆみ | 1R 3:27 腕ひしぎ十字固め       | SMACKGIRL-F 2006 ～西調布女子格ロード vol.1～ 【SMACKGIRL GRAPPLING PRINCESS LEAGUE 01】                                                    | 2006年10月21日 |
| ○    | SACHI      | 4分2R終了 ポイント14-0         | SMACKGIRL-F 2006 ～西調布女子格ロード vol.1～ 【SMACKGIRL GRAPPLING PRINCESS LEAGUE 01】                                                    | 2006年10月21日 |
| ×    | 茂木康子   | 2R 1:49 腕ひしぎ十字固め       | SMACKGIRL F 〜5月病をブッ飛ばせ! 夏も近いぞスマックF祭〜 【SGG 1Dayトーナメント2004 ライト級 1回戦】                                        | 2004年5月16日  |
| ○    | 上野厚子   | 1R 1:00 腕ひしぎ十字固め       | 第1回GFC【グランド・グラップリングルール】                                                                                                  | 2002年10月14日 |
| ○    | 鶴田しのぶ | 2R 0:59 腕ひしぎ十字固め       | 第1回GFC【グランド・グラップリングルール】                                                                                                  | 2002年10月14日 |

## 獲得タイトル
- JEWELS ROUGH STONE GP 2009 -48kg級 優勝
- SMACKGIRL GRAPPLING PRINCESS LEAGUE 01 優勝（2006年10月21日）
- SMACKGIRL GRAPPLING PRINCESS LEAGUE 03 優勝（2007年5月19日）[5]

## 表彰
- JEWELS 殊勲賞（2009年）